# Tyrrhenus Mons
Tyrrhenus Mons est un volcan de la planète Mars situé par 21,1° S et 106,5° E dans le quadrangle de Mare Tyrrhenum sur le plateau volcanique d'Hesperia Planum en direction de la région noachienne de Tyrrhena Terra. Cet édifice volcanique mesure environ 350 × 215 km à la base avec une caldeira irrégulière de 55 × 41 km et un point culminant à un peu plus de 3 000 m au-dessus du niveau de référence martien.

## Géographie et géologie
Il pourrait s'agir d'un volcan bouclier pyroclastique noachien très semblable par sa nature et son histoire à Hadriacus Mons, formé au Noachien et actif surtout à l'Hespérien, jusqu'au deuxième tiers de l'Amazonien.
La caldeira se trouve exactement sur Tyrrhena Fossae, une faille de 287 km de long indiquant un volcanisme fissural. Cette faille est orientée dans la direction d'Hadriacus Mons au sud-ouest et d'Elysium Mons bien plus loin au nord-est.

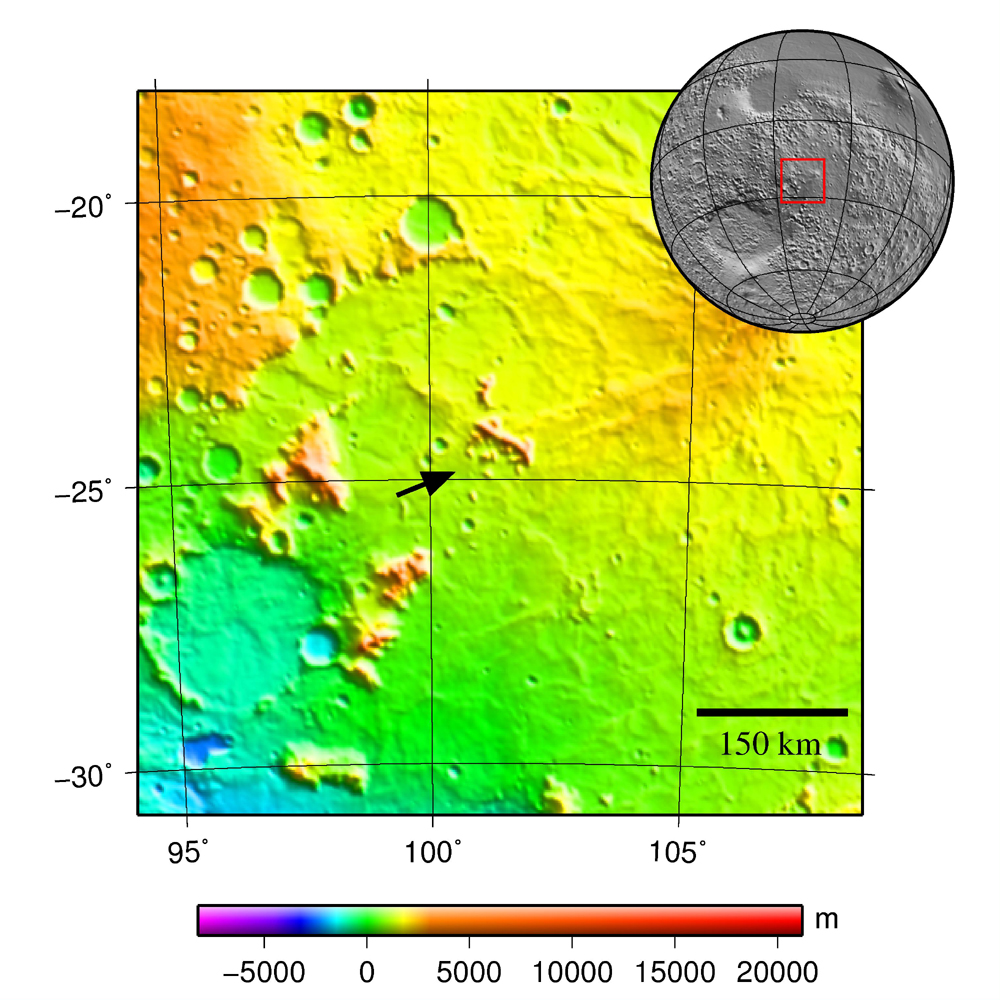
Topographie de Tyrrhenus Mons par l'instrument MOLA de Mars Global Surveyor.